# 嶋本恒雄
嶋本 恒雄（しまもと つねお）は、日本の建築計画・都市計画者。工学博士（大阪市立大学）。近畿大学工学部建築学科元教授。
専門は、建築計画・都市計画、建築法規。

## 略歴
1952年大阪工業大学工学部建築学科卒業（建築学科第1期生）。のちに、大阪市立大学（現：大阪公立大学）大学院にて工学博士（大阪市立大学）。大阪工業大学工学部建築学科講師、助教授などを経て、1969年大阪工業大学校友会第10代会長。同年、近畿大学工学部建築学科教授に就任し、1975年近畿大学退官。退官後は、摂南大学教授も務めた。
大阪工業大学・近畿大学工学部建築学科にて、約20年に渡り教鞭を執り、大学初期の建築計画・都市計画の研究・育成に貢献した。
主な所属学会は、日本建築学会、日本都市計画学会。主な著書は、最新建築法規 初版/第2版/新訂版（共著、市ケ谷出版1978/1981/1988、学術書）、建築学小事典　初版/第2版/第3版/第4版（共著、市ケ谷出版1975/1980/1990/1994、学術書）。

## 主な研究
- 大阪市の内陸工業地区の問題点について : 特に旭区・城東区・東成区・生野区の混合地区について [4] - 大阪市立大学との共同研究
- 東大阪市の土地利用に関する研究[5]
- 建物用途別現況と人口との関係について：大阪市都心部の場合
- 都市計画年表について
- 住民参加と都市計画行政に関する一考察